# Dietrich Becker
Pour les articles homonymes, voir Becker.
Dietrich Becker, né à Hambourg en 1623 et mort dans la même ville le 12 mai 1679 est un compositeur et violoniste hambourgeois.

## Biographie
Il reçoit sa formation musicale à Hambourg avant d'être nommé organiste à Ahrensburg (Schleswig-Holstein). Dans son deuxième poste au service de la Chapelle Ducale du duc Christian-Ludwig à Celle (1658-1662), il se consacra de manière prépondérante au violon. En 1662, il s'installa à Hambourg, comme violoniste au service du Conseil de la Ville et en 1667 il en fut nommé maître de chapelle. En remerciement de quoi il dédia l'année suivante ses Musikalischen Frühlingsfrüchte (ou Fruits musicaux printaniers) au bourgmestre et aux membres du Conseil. Ce recueil consiste en sonates de chambre et en suites pour 3 à 5 voix avec basse continue. En 1674, furent publiées les Zweystimmigen Sonaten und Suiten (ou sonates et suites à deux voix). La musique de chambre de Becker compte parmi les plus significatives compositions instrumentales de son époque dans les pays germaniques.

## Discographie
- Dietrich Becker. Sonatas & Suites, Parnassi Musici, CD CPO, 1997 (OCLC 40232497)
- Dietrich Buxtehude. Sonate en trio - Manuscrit d'Uppsala, La Rêveuse, CD Mirare, 2016 (OCLC 987046411) - Cet enregistrement contient une Sonate & Suite en ré majeur de Dietrich Becker